# 18956 Jessicarnold
18956 Jessicarnold este un asteroid din centura principală de asteroizi.

## Descriere
18956 Jessicarnold este un asteroid din centura principală de asteroizi. A fost descoperit pe 31 august 2000 la Socorro, New Mexico, în cadrul proiectului LINEAR. Asteroidul prezintă o orbită caracterizată de o semiaxă mare de 2,27 ua, o excentricitate de 0,14 și o înclinație de 3,4° în raport cu ecliptica.